# Naturpark Fanes-Sennes-Prags

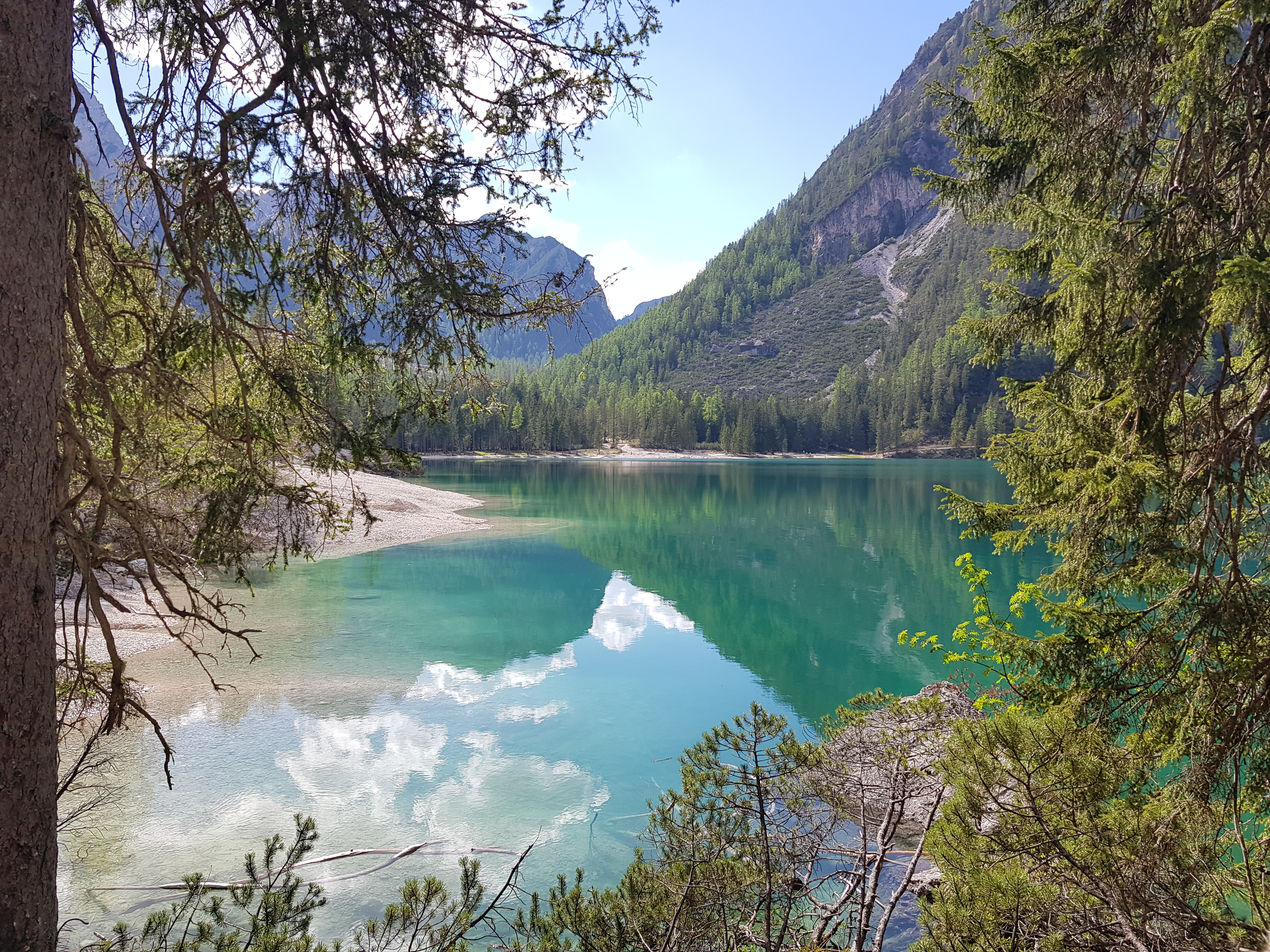
De Pragser Wildsee in het natuurpark Fanes-Sennes-Prags

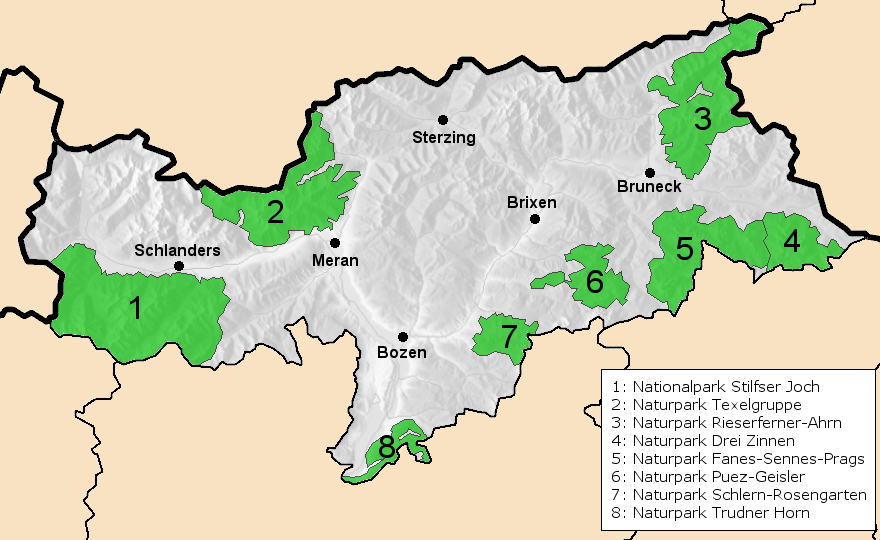
De natuurparken in Zuid-Tirol met het natuurpark Fanes-Sennes-Prags in het zuidoosten aangeduid met nummer 5

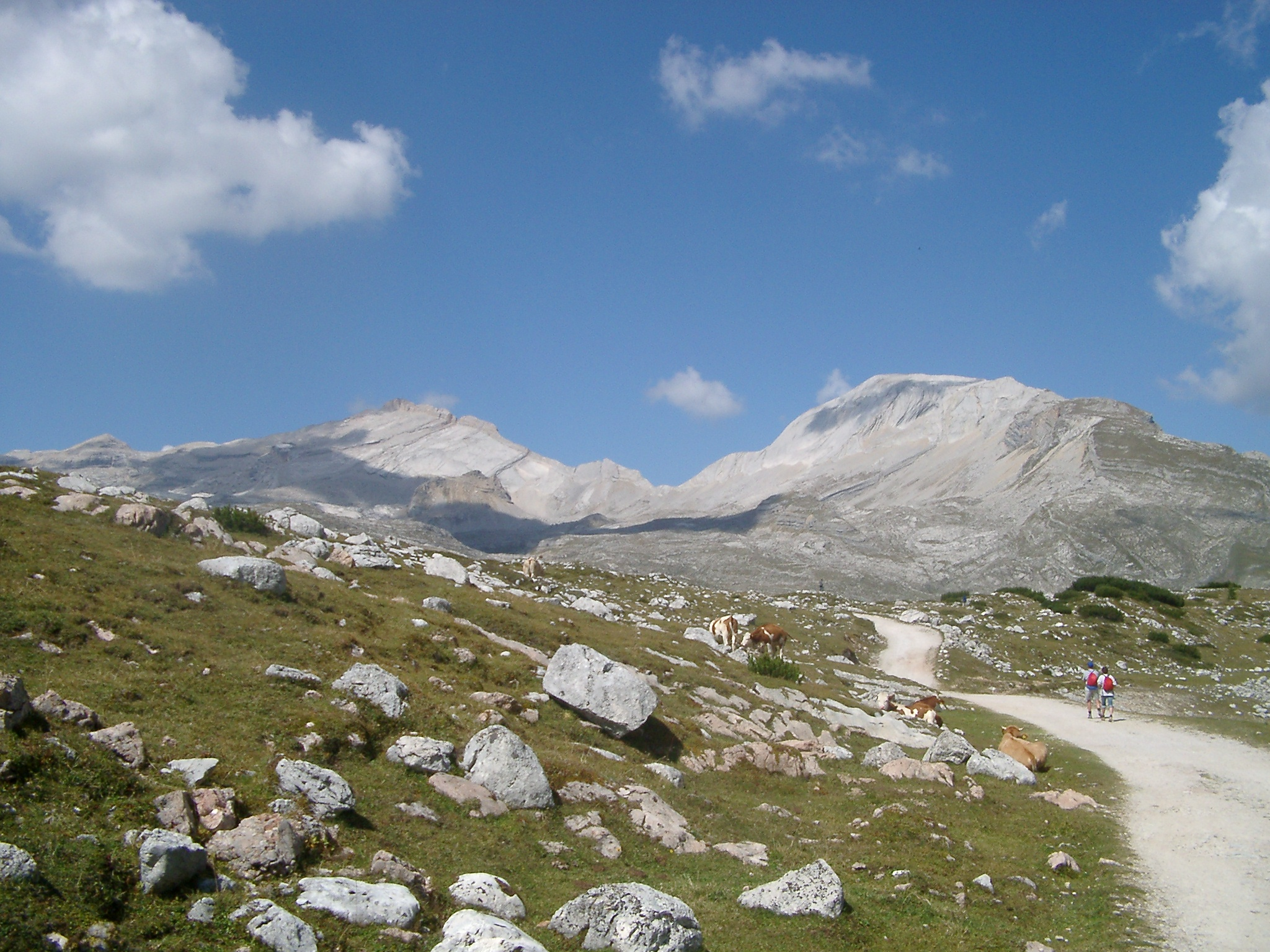
De Fanes

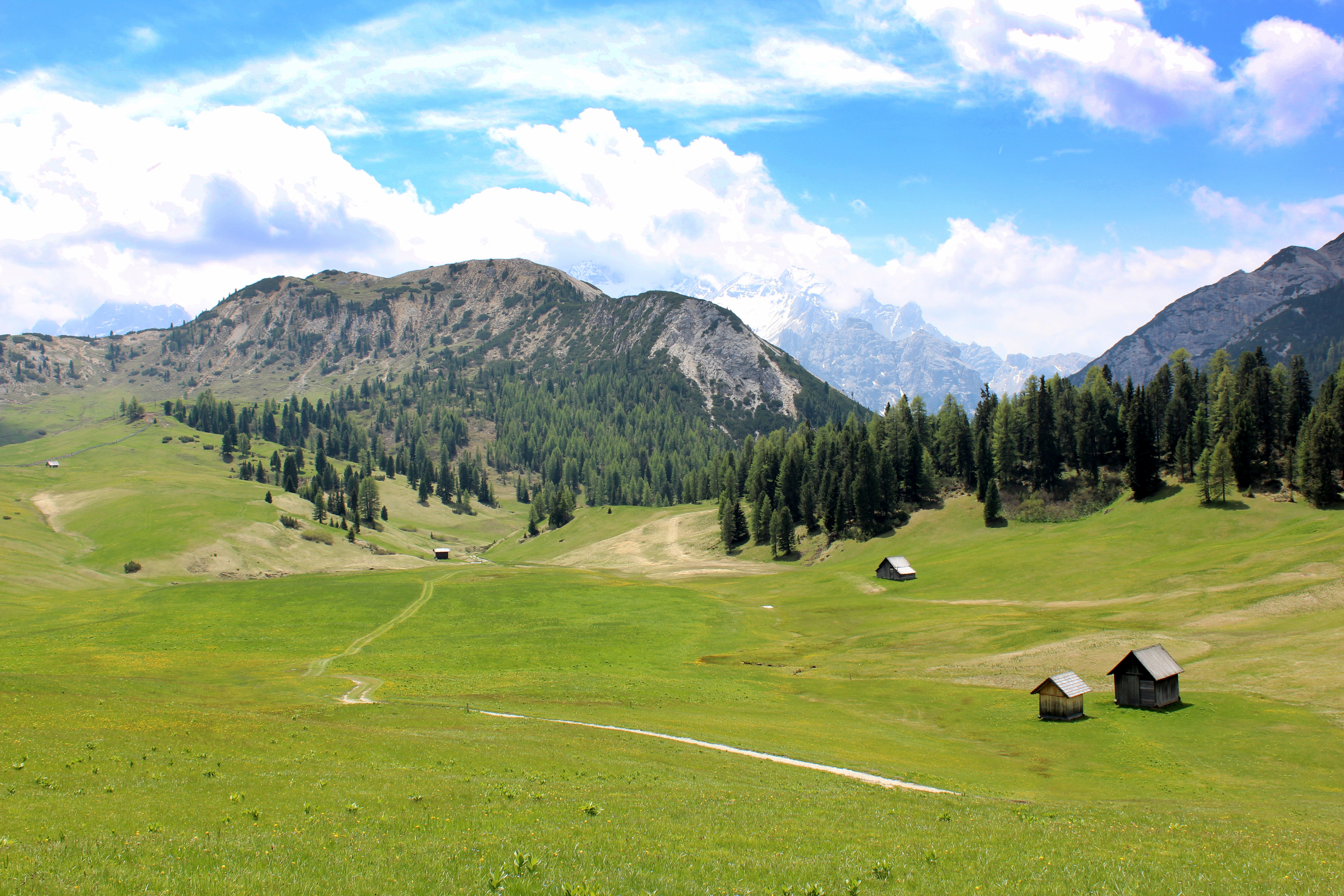
De Plätzwiese

Het Naturpark Fanes-Sennes-Prags (Italiaans: Parco Naturale Fanes-Sennes-Braies, Ladinisch: Parch Natural Fanes-Senes-Braies) is een regionaal park in de Zuid-Tiroolse Dolomieten in het uiterste noorden van Italië. Het werd als regionaal natuurgebied erkend in 1980 en heeft een oppervlakte van 25.453 hectare, verdeeld over de gemeenten Badia (1.980 ha.), Mareo (10.950 ha.), Olang (1.570 ha.), Prags (6.920 ha.), Toblach (2.880 ha.) en La Val (1.380 ha.). Het grootste hoogteverschil in het park tussen het hoogste en laagste punt is 1.929 m.

## Omvang en habitats
Het natuurpark strekt zich uit in de Zuid-Tiroolse delen van de Pragser Dolomiten en de Fanesgroep. Het wordt in het noorden begrensd door het Pustertal, in het westen door het Val Badia en in het oosten door het Höhlensteintal, waar het rechtstreeks aansluit op het Naturpark Drei Zinnen. In het zuiden wordt het park begrensd door de provinciegrens met de provincie Belluno. Het gebied wordt gekenmerkt door uitgestrekte alpenweiden en plateaus, waaronder de gelijknamige Fanes en Sennes, evenals de Plätzwiese. Deze plateaus worden omlijst door talrijke bergen; de hoogste top van het park is de Hohe Gaisl (3146 m) in het zuidoosten. De grootste stilstaande wateren in het gebied zijn de Pragser Wildsee aan de voet van de  Seekofel/Sas dla Porta en de Toblacher See waarvan de moerassen op de zuidelijke oever van het meer een belangrijk leefgebied vormen voor vele soorten watervogels.
Een geologische bijzonderheid van het natuurpark is de sterke afdruk van typische karstvormen zoals geul- en spleetkarren, spleten en dolinen, die voorkomen op de plateaus van Fanes en Sennes. Op lagere hoogten zijn er naaldbossen, die voornamelijk uit sparren bestaan en in hoger gelegen gebieden worden afgewisseld met lariksen en alpendennen. In het gebied van de boomgrens begint de vegetatie met bergdennen. Een groot deel van het gebied bestaat uit alpenweiden en weilanden. Kenmerkend zijn de kalkgraslanden, gelegen op een hoogte tussen 2000 en 2800 m, die zijn samengesteld uit blauwe grassen en groenblijvende zegge.

## Geschiedenis en faciliteiten
Het park is opgericht in 1980. In 2004 werd het erkend als Natura 2000 gebied. In het park zijn  21 soorten beschermd op basis van de natuurrichtlijnen en 24 habitattypen van de habitatrichtlijn beschermd. In 2009 werd het door UNESCO erkend als onderdeel van de "Noordelijke Dolomieten" als deel van de werelderfgoedinschrijving "Werelderfgoed Dolomieten". Het "Naturparkhaus Fanes-Sennes-Prags" is gelegen in Al Plan di Mareo in de gemeente Mareo, er wordt informatie verstrekt over de geologie, de natuur- en cultuurlandschappen in het natuurpark en de Ladinische legendes.
Het park wordt doorkruist door de Italiaanse meerdaagse wandelroutes Alta Via n°1 en n°3.
Op de Plätzwiese bevindt zich het oude fort Sperrwerk Plätzwiese, gebouwd tussen 1888 en 1895 ten tijde van het Oostenrijks-Hongaarse Rijk.

## Bergtoppen
De hoogste bergtoppen in het park, met hun naam in Ladinisch:
- Hohe Gaisl, 3.146 m
- Piz dles Cunturines, 3.064 m
- Piz de Lavarela, 3.055 m
- Sas dales Diesc, 3.026 m
- Mittleren Fanisspitze, 2.989 m
- Sas dles Nü, 2.968 m
- Sas dla Crusc, 2.907 m
- Dürrenstein, 2.839 m
- Sas dla Porta, 2.810 m
- Col Becchei, 2.794 m
- Sas de Crosta, 2.396 m
- Sarlkofel, 2.378 m
- Strudelkopf, 2.307 m